# Dólyapuszta
Dólyapuszta (Dolea), település Romániában, a Partiumban, Bihar megyében. Neve a falutáblán magyarul Dólya.

## Fekvése
A Szilágysomlyó–Margitta útvonalon Berettyószéplak és Újbártfalva között fekvő település.

## Története
Dólyapuszta korábban Berettyószéplak része volt. 1956-ban vált önálló településsé 248 lakossal.
A 20. század elején néhány mezőkövesdi család a jobb élet reményében, aránylag olcsón, földet vásárolt Berettyószéplak mellett, és ők alapították meg a települést. Azon kevés falvak közé tartozik, amelynek sikerült a kommunista időkben templomot építenie, dacolva a hatóságokkal.
A 2002-es népszámláláskor 189 lakosa volt, melyből 19 román, 169 magyar, 1 szlovák volt.

## Partner-települései
- Mezőkövesd, Magyarország (2001)